# Acanthops
Acanthops es un género de mantis de la familia Acanthopidae. Una de las características principales del género es que estos insectos se parecen a una hoja muerta.

## Especies
- Acanthops bidens
- Acanthops centralis
- Acanthops chocoensis
- Acanthops elegans
- Acanthops erosa
- Acanthops erosula
- Acanthops falcata
- Acanthops falcataria
- Acanthops godmani
- Acanthops occidentalis
- Acanthops onorei
- Acanthops parafalcata
- Acanthops parva
- Acanthops royi
- Acanthops soukana
- Acanthops tuberculatus